# هری دنیس (بازیکن فوتبال)
هری دنیس (انگلیسی: Harry Dennis؛ زادهٔ ۱۹۰۳) بازیکن فوتبال اهل بریتانیا است.
از باشگاه‌هایی که در آن بازی کرده‌است می‌توان به باشگاه فوتبال هادرزفیلد تاون، باشگاه فوتبال گرنثم تاون، و باشگاه فوتبال ساوتند یونایتد اشاره کرد.